# Автурханов, Умар Джунитович
Ума́р Джуни́тович Автурха́нов (род. 21 января 1946) — чеченский и российский государственный и политический деятель. Один из лидеров Чечни, возглавлял антидудаевскую коалицию в Чеченской Республике (1993-1995). Был одним из военно-политических деятелей антидудаевской оппозиции. Генерал-майор налоговой полиции РФ.
После Хасавюрта занимал должность заместителя директора Федеральной службы налоговой полиции России (1996—1999).

## Биография
Родился в Казахской ССР. Окончил Орджоникидзевское высшее общевойсковое командное училище и заочное отделение юридического факультета Кубанского государственного университета (в другом источнике вместо Кубанского указан Тбилисский государственный университет).
Прошёл срочную службу в Закавказском военном округе. Затем был переведён на работу в органы внутренних дел Грузии, где служил начальником отдела охраны общественного порядка города Сухуми.
В декабре 1991 года был избран председателем Временного комитета по управлению Надтеречным районом Чечено-Ингушской ССР. С апреля 1992 года — глава администрации Надтеречного района. В 1992 году стал сопредседателем партии «Маршо», был одним из руководителей блока оппозиционных Джохару Дудаеву партий и движений «Круглый стол».
В мае—июне 1993 года руководил организацией вооруженных выступлений формирований оппозиции против Дудаева в Грозном. 16 декабря 1993 года, на совещании лидеров чеченской оппозиции, избран председателем Временного совета Чеченской Республики.
В январе 1995 года назначен первым заместителем главы территориального управления федеральных органов исполнительной власти по Чеченской Республике. В марте 1995 года избран председателем Комитета национального согласия Чечни. Занимал эту должность до 24 октября 1995 года.
В 1996 году по указанию председателя правительства РФ Виктора Черномырдина назначен заместителем руководителя Федеральной службы налоговой полиции России. Специально для Автурханова была введена ещё одна должность заместителя директора (седьмая по счёту). Курировал управление физической защиты и противопожарную безопасность.
В апреле 1999 года был отправлен в отставку. В том же году возглавил Международную Академию строительства и экологии.
Выходец из тейпа Пешхой.